# レットマノッペッロ
レットマノッペッロ（イタリア語: Lettomanoppello）は、イタリア共和国アブルッツォ州ペスカーラ県にある、人口約2,900人の基礎自治体（コムーネ）。

## 地理

### 位置・広がり

#### 隣接コムーネ
隣接するコムーネは以下の通り。括弧内のCHはキエーティ県所属を示す。
- アッバテッジョ
- マノッペッロ
- プレトーロ (CH)
- ロッカモリーチェ
- スカーファ
- セッラモナチェスカ
- トゥッリヴァリニャーニ